# Tour de France 2006/9. Etappe
Nach einem Ruhetag am 10. Juli und dem rund 520 km langen Transfer per Flugzeug von Lorient nach Bordeaux folgte am 11. Juli die 9. Etappe der Tour de France 2006 über 169,5 km von Bordeaux nach Dax durch die Region Aquitanien entlang der Atlantikküste. Es war die flachste Etappe dieser Tour ohne einen einzigen nennenswerten Anstieg.
Bereits nach acht Kilometern setzte sich der Deutsche Christian Knees vom Hauptfeld ab. Walter Bénéteau und Stéphane Augé versuchten Knees zu folgen, konnten aber nicht entscheidend näher kommen. Erst als sich das große Feld entschloss, die drei Fahrer ziehen zu lassen, ließ Knees seine beiden Verfolger aufschließen. Der maximale Vorsprung lag nach 60 km bei 7:56 min, ehe die Teams der Sprinter die Tempoarbeit im Hauptfeld übernahmen. Als der Abstand bei km 134 auf etwa drei Minuten geschrumpft war, versuchte Knees mit einer Attacke das Ziel als Solist zu erreichen, doch seine Fluchtgefährten schlossen problemlos zu ihm auf. 16 Kilometer vor dem Ziel trat Knees ein weiteres Mal an, jedoch wieder ohne Erfolg. Nach weiteren zehn Kilometern war es dann endgültig vorbei mit der Einigkeit der Spitzengruppe. Das Feld stellte die Ausreißer 3,5 Kilometer vor dem Zielstrich, kurz vor dem Ortseingang von Dax. Im Sprint des Hauptfeldes siegte Óscar Freire, der sich damit seinen zweiten Sieg sicherte.
Der nach dem Ausschluss der Topfavoriten Jan Ullrich und Ivan Basso als Favorit gehandelte Levi Leipheimer verlor auf der flachen Etappe nach einem Defekt weitere Zeit.

## Zwischensprints
1. Zwischensprint in Le Barp (25,5 km)
| Erster  | Walter Bénéteau | 6 P. und 6 s |
| Zweiter | Stéphane Augé   | 4 P. und 4 s |
| Dritter | Christian Knees | 2 P. und 2 s |

2. Zwischensprint in Parentis-en-Born (72 km)
| Erster  | Walter Bénéteau | 6 P. und 6 s |
| Zweiter | Christian Knees | 4 P. und 4 s |
| Dritter | Stéphane Augé   | 2 P. und 2 s |

3. Zwischensprint in Saint-Girons (128 km)
| Erster  | Walter Bénéteau | 6 P. und 6 s |
| Zweiter | Christian Knees | 4 P. und 4 s |
| Dritter | Stéphane Augé   | 2 P. und 2 s |

- Siehe auch: Fahrerfeld